# Піхур Олександр Віталійович
Олександр Віталійович Піхур (нар. 25 серпня 1982, Київ, УРСР) — український футболіст, нападник.

## Життєпис
Піхур вихованець київської «Зміни». У 1998 році виступав в ДЮФЛУ за київську «Троєщину». Потім призваний до армії, таким чином він потрапив у свою першу професіональну команду — ЦСКА. З 2002 року по 2004 рік виступав за ЦСКА-2 у Першій лізі України. У сезоні 2004/05 років виступав за ЦСКА, провів 27 матчів і забив 10 м'ячів.
Влітку 2005 року перейшов в оренду до ужгородського «Закарпаття». У Вищій лізі України дебютував 12 липня 2005 року в виїзному матчі проти полтавської «Ворскли» (0:0), Олександр вийшов на 66 хвилині замість Олександра Пищура. У команді він провів півроку й зіграв 17 матчів, відзначився 3-а голами. Взимку 2006 року міг перейти в луцьку «Волинь».
У лютому 2006 року перейшов у «Харків», хоча у нього й була пропозиція від столичного «Арсеналу». У команді він довго не міг грати через травму коліна, яку отримав ще на зборах. Пізніше йому вирізали меніск. У команді зміг дебютувати 21 липня 2007 року в домашньому матчі проти дніпропетровського «Дніпра» (1:2), Піхур вийшов на поле 70-й хвилині замість Андрія Смалька. Усього за «Харків» провів 22 матчі в чемпіонаті України і 2 матчі в Кубку України. У грудні 2008 року був виставлений на трансфер, пізніше він залишив команду.